# Гуморальна регуляція
Гумора́льна регуля́ція — один з еволюційно ранніх механізмів регулювання процесів життєдіяльності в організмі, що здійснюється через рідкі середовища організму (кров, лімфу, тканинну рідину, слину) за допомогою гормонів, що виділяються клітинами, органами, тканинами. 
У високорозвинених тварин, включно з людиною, гуморальна регуляція підпорядкована нервовій регуляції і становить разом із нею єдину систему нейрогуморальної регуляції. Продукти обміну речовин діють не лише на ефекторні органи, а й у закінчення чутливих нервів (хеморецептори) і нервові центри, викликаючи гуморальним чи рефлекторним шляхом ті чи інші реакції. Так, якщо внаслідок посиленої фізичної роботи в крові збільшується вміст CO2 (вуглекислий газ), це викликає збудження дихального центру, що веде до посилення дихання і виведення з організму надлишків CO2. Гуморальна передача нервових імпульсів хімічними речовинами, тобто медіаторами, здійснюється у центральній та периферійній нервовій системі. Поряд із гормонами важливу роль у гуморальній регуляції відіграють продукти проміжного обміну.
Чинниками гуморальної регуляції є біологічно активні речовини (гормони) та продукти обміну речовин, або метаболіти (продукти розпаду білків, вуглекислий газ тощо). Гормони, що виділяються ендокринними залозами (залозами внутрішньої секреції), є найважливішими біологічними регуляторами обміну речовин та інших функцій організму.

## Порівняння з нервовою регуляцією
У людини основними видами регуляції є нервова й гуморальна, які характеризуються певними особливостями.
Порівняльна характеристика нервової та гуморальної регуляції:
| Ознаки                      | Нервова регуляція                | Гуморальна регуляція        |
| --------------------------- | -------------------------------- | --------------------------- |
| Механізм впливу             | Електрофізіологічний             | Гуморальний                 |
| Швидкість передачі сигналів | Дуже висока                      | Повільна                    |
| Чинники передачі сигналів   | Нервові імпульси                 | Біологічно активні речовини |
| Шляхи передачі сигналів     | Нервові волокна і нерви          | Внутрішнє середовище        |
| Характер впливу             | Короткочасний і конкретний вплив | Тривалий і загальний вплив  |
| Тип контролю                | Місцевий контактний              | Дистантний                  |

## Залози секреції у людини
Хімічні сполуки, які здійснюють гуморальний тип регуляції, виробляються переважно залозами секреції. Є три типи цих залоз:
- залози зовнішньої секреції, або екзокринні залози, — це залози, які виділяють через протоки свої секрети на поверхню тіла або в порожнини тіла та органів (наприклад, слинні, потові, сальні, шлункові, молочні, слізні, кишкові та ін.);
- залози внутрішньої секреції, або ендокринні залози, — це залози, які виділяють інкрети (гормони) у внутрішнє середовище і не мають спеціальних вивідних шляхів (гіпофіз, епіфіз, щитоподібна, прищитоподібні, вилочкова, надниркові залози);
- залози змішаної секреції — залози, які виділяють як секрети, так і гормони (підшлункова і статеві залози).